# (8384) 1992 YB
1992 واي بي (ويعرف أيضًا باسم (8384) 1992 واي بي وفق تسمية الكوكب الصغير) (بالإنجليزية: 1992 YB)‏ هو كويكب ضمن حزام الكويكبات؛ وترتيبه 8384 من حيث الاكتشاف.
اكتُشف هذا الجُرم الفلكي بواسطة تاكيشي أوراتا ‏ في 16 ديسمبر 1992.

## وصلات خارجية
- (8384) 1992 YB في قاعدة بيانات مختبر الدفع النفاث لأجرام النظام الشمسي الصغيرة

- الاكتشاف · مخطط المدار ·  العناصر المدارية · المعلمات المادية

- (8384) 1992 YB على موقع ويكي سكاي: DSS2, SDSS, GALEX, IRAS, Hydrogen α, X-Ray, Astrophoto, Sky Map, Articles and images